# Левая Рассоха (приток Четласа)
Левая Рассоха — река в России, течёт по территории Лешуконского района Архангельской области. Левый приток реки Четлас.
Длина реки составляет 19 км.
Генеральным направлением течения является северо-запад. Впадает в Четлас на высоте 249 м над уровнем моря.

## Данные водного реестра
По данным государственного водного реестра России относится к Двинско-Печорскому бассейновому округу, водохозяйственный участок реки — Мезень от истока до водомерного поста у деревни Малонисогорская. Речной бассейн реки — Мезень.
Код объекта в государственном водном реестре — 03030000112103000044800.